# Джон Уокър
Сър Джон Ърнест Уокър (на английски: John Ernest Walker) е английски химик, носител на Нобелова награда за химия за 1997 г. Понастоящем е директор на звеното по митохондриална биология в Кеймбридж и член на Колежа Сидни Съсекс.

## Биография

### Произход и образование
Роден е на 7 януари 1941 г. в Халифакс, Йоркшър, като син на Томас Ърнест Уокър и Елза Лаутън.
През 1965 г. започва проучване на пептидни антибиотици с Едуард Авраам в Оксфорд и през 1969 г. получава докторска степен. През този период той започва да се интересува от грандиозното развитие на молекулярната биология.

### Научна кариера
От 1969 до 1971 г. работи в Университета на Уисконсин, Мадисън, а от 1971 – 1974 г. във Франция. Среща се с Фред Сангер през 1974 г. на семинар в Кеймбриджкия университет. Това води до покана да работи в Лабораторията по молекулярна биология на Медицинския съвет за научни изследвания, който се превръща в дългосрочен. Сред другите служители е Франсис Крик, който е известен с откриването на молекулярната структура на ДНК.

## Приноси
На първо място той анализира последователността на протеин S и след това разкрива подробности за модифицирания генетичен код в митохондриите. През 1978 г. решава да се прилагат химически протеинови методи към мембранните протеини.

## Признание
През 1997 г. споделя Нобеловата награда с американски химик Пол Бойер за изясняване на ензимния механизъм в основата на синтезирането на аденозинтрифосфат. Те също споделят наградата с датския химик Йенс Скоу за изследвания, несвързани с техните (Откриването на калиево-натриева помпа).
Сър Джон е посветен в рицарство през 1999 г. за приносите си в молекулярната биология.